# Faits économiques et sociaux au Xe siècle

Chronologie de l'économie
IXe siècle - Xe siècle - XIe siècle

## Événements
- Début du Xe siècle : 

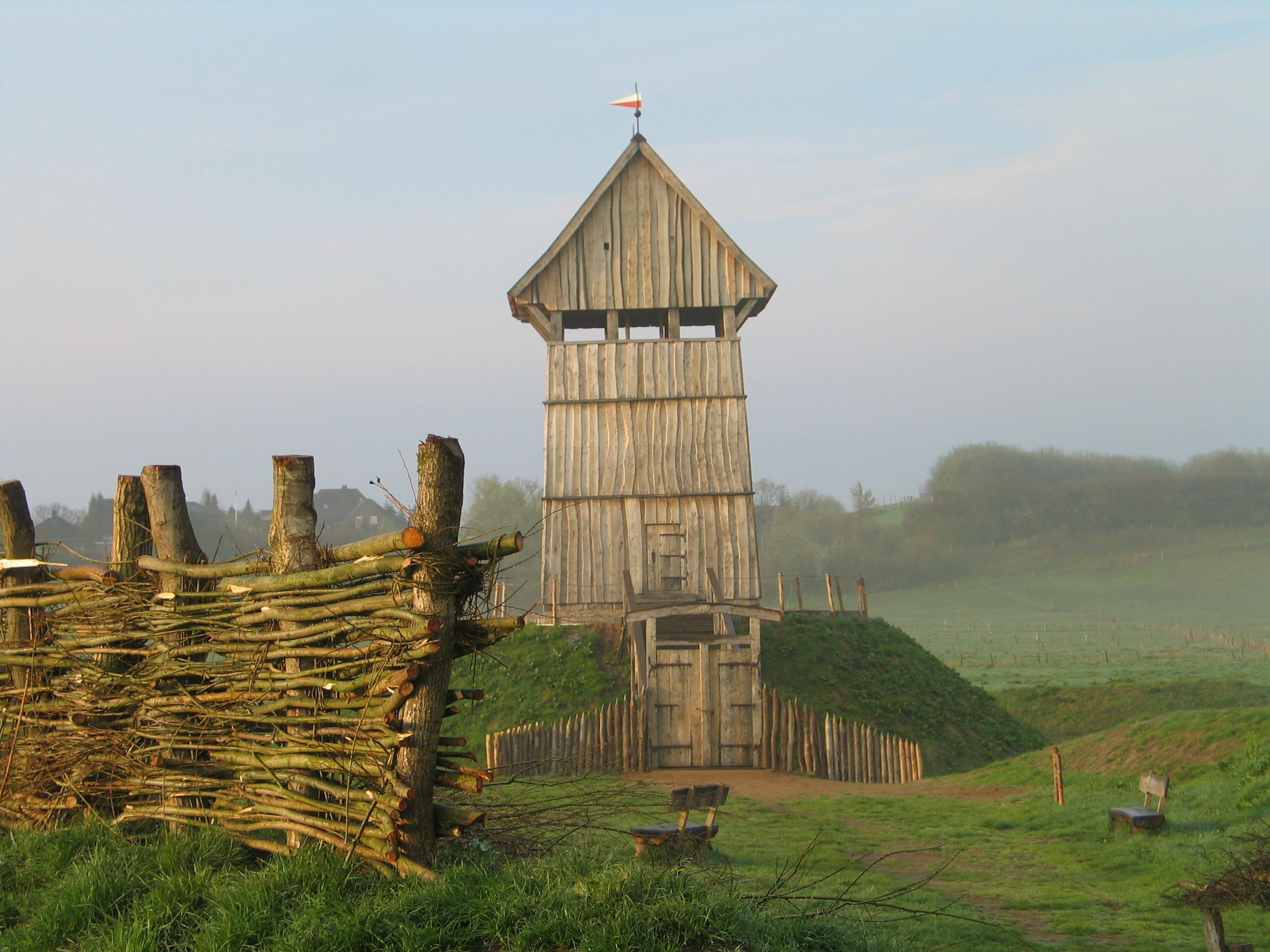
Reconstitution d'un château à motte.

  - Début de l'érection de mottes castrales en Occident (tour en bois ceinte d’une palissade et élevée sur une motte de terre), liée à montée en puissance des élites locales à la fin du IXe siècle et au Xe siècle au moment où le pouvoir carolingien s'affaiblit[1]. Vers 950-1000, ces châteaux de bois sont construits en France et en Germanie sur des mottes de terre rondes, en plaine près d’un village ou à l’angle d’un gros bourg. Les maîtres de ces châteaux sont d’anciens gardiens, nommés par le vicomte ou le comte. Détenteurs de la puissance publique, ils finissent par l’accaparer et se libérer de la tutelle du pouvoir central. Naissance de la Châtellenie : les troubles et la montée démographique tendent à faire disparaître le système carolingien du grand domaine. La réserve est cédée en tenure à des paysans et devient de plus en plus réduite. Le faire valoir direct par la corvée est concurrencé par le salariat. Le manse, surpeuplé, est de plus en plus fractionné. Le nouveau système, la seigneurie rurale, est entièrement tourné vers le maître, qui fixe les taux de redevance, le nombre de jours de corvées, perçoit les taxes sur les hommes, le loyer de la terre, etc. Le seigneur s’appuie sur des serfs domestiques, à qui il confie des taches administrative (ministeria). Le seigneur, en tant qu’immuniste, comte ou viguier, juge ses paysans, et par le droit de ban et par le château qu’il a construit, peut les protéger et les dominer. Dans certaines régions, les serfs forment la majeure partie de la population. Dans d’autres, les hommes libres dominent[2].
  - début du processus de seigneurialisation (incastellamento) en Italie : les grands propriétaires et les évêques accaparent les fonctions publiques et forment des seigneuries. Ce processus est officiellement sanctionné par des chartes, par exemple celle donnée par Bérenger Ier de Frioul le 24 août 906 au diacre Audebert pour construire le château de Nogara, dans la plaine de Vérone, incluant des droits de péage, des droits sur les marchés et une totale immunité judiciaire[3],[4].
  - renouveau du commerce en Italie dès le début du siècle. Les villes byzantines comme Gaète, Amalfi, Salerne, Bari et Venise, coupées de leur arrière pays occupé par les Lombards, doivent s'approvisionner par mer et reçoivent les objets exportés de Constantinople[5].
- 912 : publication sous Léon VI le Sage du Le livre du préfet qui règlemente les corps de métiers à Constantinople[6].
- 915 : l'exploitation du pétrole est mentionnée à Bakou par le géographe Al-Mas'ûdî[7].
- 919-1005 : la dynastie iranienne des Samanides se rend indépendante[8] ; la Perse connaît un considérable essor culturel (littérature) et commercial[9].

- Vers 950 : prospérité du commerce au Danemark ; Harald Blaatand développe le vik marchand d’Århus. Le voyageur arabe Al-Tartushi, venu du Califat de Cordoue, rend compte vers 950 de son voyage à Hedeby, centre de commerce scandinave au Danemark, qu’il décrit comme une ville active et prospère[10].

- Vers 950-1000 :  en Espagne, pendant la deuxième moitié du Xe siècle, Galiciens, Cantabres et Basques remettent en culture la rive droite du Douro conjointement avec les mozarabes émigrés de l’Espagne musulmane[2].
- Vers 960-970 : la pratique de la monnaie atteint une grande échelle en Scandinavie. Les monnaies musulmanes, apparues à la fin du IXe siècle, sont moins abondantes à partir de 970. Après l’an mille, les monnaies germaniques continentales et anglo-saxonnes prédominent[11].

- 968 : première mention des mines de Rammelsberg ; les mines d’argent du Harz en Allemagne centrale deviennent particulièrement productives[12].
- 959-975 : réformes politiques et religieuses en Angleterre pendant le règne d'Edgar le Pacifique : loi unitaire, emploi de Chartes, division du pays en unités territoriales administratives (hundreds et wapentakes dans les régions danoises, shires au niveau supérieur), consolidation du Conseil du royaume (witan), comprenant des notables civils et ecclésiastiques[13].

- Vers 970 : effacement de Birka en Suède. Sigtuna reprend son rôle économique sur le lac Mälar[14].

- 971-975 : le Taktikon de l'Escorial mentionne 81 thèmes dans l’Empire byzantin, certains établis sur de nouvelles conquêtes, d’autre résultant de la division d’anciens thèmes[15].

- 976 : Venise pratique le contrat de Colleganza (première mention le 25 octobre 976 dans un acte de la veuve du doge Pietro IV Candiano[16]) : un bailleur de fonds (riche marchand) se charge d'apporter les capitaux à un jeune navigateur qui doit mener une expédition et par exemple ramener des épices. Il y a un partage des bénéfices : 75 % des bénéfices reviennent au bailleur et 25 % au navigateur. D'autre part, les commenda sont mises en place : ce sont les ancêtres de nos S.A. (Sociétés anonymes) : les marchands placent leur fonds et partagent leurs richesses dans différentes commenda[17].
- Vers 990 : frappe de la première monnaie irlandaise à Dublin[18].
- 992 : à sa mort, Mieszko Ier laisse un État dont la population est estimée à 1,125 million d’habitants et dont les frontières sont à peu de chose près celles de la Pologne en 1945, soit 250 000 km2[19]. La Pologne est traversée par des routes qui relient la Baltique, la Russie de Kiev, l’Allemagne de Magdebourg et la Bohême. Des produits de luxes circulent pour le prince et son entourage, échangés contre des matières premières (seigle, fourrure, miel) et des esclaves capturés lors des guerres.

- Xe siècle :
  - évolution vers la féodalité entre Loire et Rhin. La terre donnée en usufruit viager devient la base de tout système de relation. Le fief qui confond maintenant honneurs et bénéfices est la cause du serment de recommandation par lequel on devient l’homme d’un autre homme, qui prend le nom d’hommage. Chacun essaie d’avoir le plus de fiefs possible et prête alors plusieurs hommages. La vassalité multipliée se généralise et embrouille les relations entre seigneurs. Enfin, l’hérédité devient la règle, dépouillant le seigneur au profit du lignage. Des hiérarchies s’échafaudent : en bas, les petits vassaux, proches des paysans et juste capables de s’équiper à leur frais et d’avoir un cheval ; puis les vassaux du comte, moyens propriétaires convoqués à sa cour de justice ou à son ost ; enfin les comtes, ducs ou anciens marquis qui se disent princes, qui ont gardé les droits royaux et cherchent à affermir leur autorité. Ils s’affirment les fidèles du roi, mais ne lui doivent rien[20].
  - développement d’une agriculture irriguée dans al-Andalus, notamment dans les Alpujarras de Grenade ou les huertas de Valence et de Murcie. Elle est nécessaire aux nouvelles cultures introduites à l’époque musulmane : abricotier, citronnier, oranger, riz, canne à sucre, aubergine, melon, etc. Les techniques d’irrigation sont de trois sortes : barrages (azud (es)) et bassins (balsa) pour retenir l’eau et la réguler, galerie drainante (cimbra), qanats et puits pour aller la chercher, canaux (acequia) et machines (shadouf, noria) pour l’acheminer[21].
  - le rachat de terres par les puissants dans l'empire byzantin permet l'extension de la grande propriété au détriment de l'organisation villageoise[22]. L’État byzantin maintient l’unité fiscale du chôrion (village) par le droit de préemption des cocontribuables en cas de vente d’une terre et favorise la moyenne propriété par des contrats de métayage (de « moitié ») ou de location de terres à taux avantageux (10 % des fruits). Vers 910 le basileus Léon VI constate que les paysans dans la gêne quittent leurs terres parce que la lourdeur du système de la préemption (protimésis[23]) leur interdit de se rétablir rapidement en vendant quelques terres. Il supprime la préemption a priori pour la remplacer par un droit de réclamation a posteriori et limité à six mois. Il supprime simultanément la plupart des anciennes interdictions d’acquisition des fonctionnaires, sauf des stratèges, et ouvre aux puissants la possibilité d’acheter des terres. De 963 à 969, l'empereur byzantin Nicéphore II Phocas, membre de l’aristocratie foncière d’Asie Mineure, prend des mesures sévères pour limiter l’accroissement des biens ecclésiastiques mal exploités par manque de capital d’exploitation et qui échappent à l’interdiction d’achat parce que les clercs reçoivent surtout des donations. Il porte de 4 à 12 livres d’or la valeur minimale du lot stratiotique, supprimant ainsi pour le plus grand nombre l’inaliénabilité et toutes les mesures de protection. Il résiste aux pressions de sa classe et interdit aux puissants d’acheter toute terre appartenant à un faible, où qu’elle soit située. En 996, l'empereur byzantin Basile II publie une novelle contre la féodalité. Pour lutter contre la puissance de l’aristocratie foncière d’Anatolie, il interdit les clientèles et les confiscations terriennes mais ne parvient pas à briser la puissance des grandes familles. Plus tard (v. 1003-1004), il institue l’allèlengyon (caution mutuelle), qui consiste à rattacher les puissants à des communes fiscales sans leur en conférer les droits pour faire payer par les riches l’impôt des plus pauvres. Ces mesures ne survivront pas à son règne[15],[24].

### Démographie
- l'Europe compte environ 30 millions d'habitants (dont Italie 4,5 millions, Portugal 600 000, Irlande 550 000)
- la Chine compte environ 70 millions d'habitants.
- Essor urbain en Asie centrale sous les Samanides ; Merv atteint 150 000, Boukhara 50 000 et Samarcande 80 000[25].
- Vers 950-1000 : 
  - élan démographique dans les villes de l'Empire byzantin. La production artisanale se développe (métallurgie, céramique, textile). Au Xe siècle, la population de Constantinople est estimée à plus de 500 000 habitants.
  - reprise de l’augmentation démographique pendant la deuxième moitié du Xe siècle en Europe occidentale : des forêts sont défrichées[26] (Normandie, Mâconnais et Auvergne dès la fin du IXe siècle), des marais maritimes sont desséchés en Flandre. La population de l’Europe occidentale serait de 22,6 millions d’habitants[27].
- Entre le Xe siècle et XIIe siècle : la fixation des habitats ruraux s’accélère en Europe occidentale[28]. Dès le VIIIe siècle des habitats se développent autour d'une église et d'un cimetière (Saleux, Séris, Missignac[29]).